# Tyrotama fragilis
Espèce
Synonymes
- Hersiliola fragilis Lawrence, 1928

Tyrotama fragilis est une espèce d'araignées aranéomorphes de la famille des Hersiliidae.

## Distribution
Cette espèce se rencontre en Namibie et en Angola.

## Description
Les mâles mesurent de 4,2 à 5,4 mmet les femelles de 4,5 à 6,48 mm.

## Publication originale
- Lawrence, 1928 :  Contributions to a knowledge of the fauna of South-West Africa VII. Arachnida (Part 2). Annals of the South African Museum, vol. 25, p. 217-312.